# 金川公司铁路专用线
金川公司铁路专用线，是甘肃省金川集团的铁路专用线。从兰新铁路金昌站出岔向北引入22km外的金川区。业主为金川集团公司铁路运输分公司。
设12个车站，分别为冶炼站、选矿站、炉下站、白家嘴站、砂石站、白沙窝站、宁远堡站、新站、矿山站、三冶炼站、热渣站、三厂区站。线路总延长121km。钢轨为43公斤与50公斤。

## 历史
1958年国家投资开发金川铜镍矿。1960年设立铁运分公司。 1961年6月，金川公司铁路专用线在河西堡站(今金昌站)与兰新铁路线接轨通车，当时长度仅20公里，年货运总量仅为50万吨。
从2001年起开始从北京二七机车厂采购内燃机车，淘汰蒸汽机车。
2009年货运量2035万t，货运周转量21790万t/km。